# Chionochloa juncea
Chionochloa juncea är en gräsart som beskrevs av Victor Dmitrievich Zotov. Chionochloa juncea ingår i släktet Chionochloa och familjen gräs. Inga underarter finns listade i Catalogue of Life.